# Lauro Takaki
Lauro Takaki (născut Lauro Takaki Shinohara, n. 17 martie 1948, Andradina, São Paulo, Brazilia) este un preot brazilian, este actualul director al prezenței saleziane Paul al VI-lea în Campo Grande, Brazilia.
În 2008 a fost Provincial al Misiunii Saleziane din Mato Grosso, unde a preluat mandatul la 20 mai 2008, și a fost numit de Pascual Chavez Villanueva.
Lauro Takaki Shinohara s-a născut în Brazilia în orașul Andradina, situat în statul São Paulo, S-a născut pe 17 martie 1948, fiul lui Kurahoti Shinohara și Ima Shinoara.
A fost botezat în iulie 1955 și confirmat în 1962, Părinții săi sunt din Japonia și el este cel mai mic dintre cei șase frați. 